# 布巴卡爾·卡馬拉
布巴卡尔·贝尔纳·卡马拉（法語：Boubacar Bernard Kamara；1999年11月23日—），法國足球運動員，現效力英超球會阿士東維拉，法國國家足球隊成員，司職防守中場。

## 俱樂部生涯
擁有法法國和塞內加爾雙重國籍的卡馬拉，自小在馬賽長大，5歲便加入了馬賽青訓，並在2017/18賽季升入一線隊。
卡馬拉至今已經為馬賽出場超過150次，以22歲82天的年紀，成為了馬賽隊史達成150場正式比賽里程碑第二年輕的球員（第一名是納斯里20歲236天），是近幾個賽季球隊不可或缺的中後場核心。
英超阿士東維拉官方宣布，法國腳中場卡馬拉正式加盟球隊，雙方將簽約5年。

## 國家隊生涯
在法國國家足球隊公布的最新一期大名單中，卡馬拉首次獲得了徵召，他也將隨隊出征2022年6月的歐洲國家聯賽。
客場對克羅地亞的歐國聯第2輪比賽中，卡馬拉在第62分鐘替補出場。就此迎來了自己的國家隊生涯首秀。

## 外部連結
- Marseille profile
- Soccerway資料庫：布巴卡爾·卡馬拉